# Century (Florida)
Century és una població dels Estats Units a l'estat de Florida. Segons el cens del 2000 tenia 1.714 habitants.

## Demografia
Segons el cens del 2000, Century tenia 1.714 habitants, 680 habitatges, i 448 famílies. La densitat de població era de 201,8 habitants per km².
Dels 680 habitatges en un 29% hi vivien nens de menys de 18 anys, en un 36,5% hi vivien parelles casades, en un 25,9% dones solteres, i en un 34,1% no eren unitats familiars. En el 31,8% dels habitatges hi vivien persones soles el 18,1% de les quals corresponia a persones de 65 anys o més que vivien soles. El nombre mitjà de persones vivint en cada habitatge era de 2,52 i el nombre mitjà de persones que vivien en cada família era de 3,21.
Per edats la població es repartia de la següent manera: un 30% tenia menys de 18 anys, un 6,9% entre 18 i 24, un 24% entre 25 i 44, un 21,9% de 45 a 60 i un 17,2% 65 anys o més.
L'edat mediana era de 37 anys. Per cada 100 dones de 18 o més anys hi havia 75,3 homes.
La renda mediana per habitatge era de 20.703 $ i la renda mediana per família de 28.241 $. Els homes tenien una renda mediana de 26.932 $ mentre que les dones 17.390 $. La renda per capita de la població era de 10.412 $. Entorn del 24,5% de les famílies i el 30,1% de la població estaven per davall del llindar de pobresa.

## Poblacions més properes
El següent diagrama mostra les poblacions més properes.